# Jens Juel (kammerherre)
 Der er flere personer med dette navn, se Jens Juel (flertydig).
Jens Juel (født 11. september 1707 i København, død 6. december 1774 på Lundsgård) var en dansk godsejer og kammerherre, bror til Niels og Carl Juel. Han ejede Lundsgård og Jershauge.
Jens Juel var søn af Knud Juel (1665-1709) og Christine Elisabeth von Knuth (2. februar 1675 – 26. februar 1738 i København).
Juel var gift med Ide Birgitte von Holsten (1705-1754). Han oprettede 15. januar 1768 stamhuset Lundsgaard, som overgik til hans eneste (ægte) barns, Elisabeth Juels, ægtefælle, grev Christian Ahlefeldt-Laurvigens, som derved tilgiftede sig hovedgården Bjørnemose, slægt. Det formodes, at kammerherren var far til maleren Jens Juel uden for ægteskab.